# Quận Passaic, New Jersey

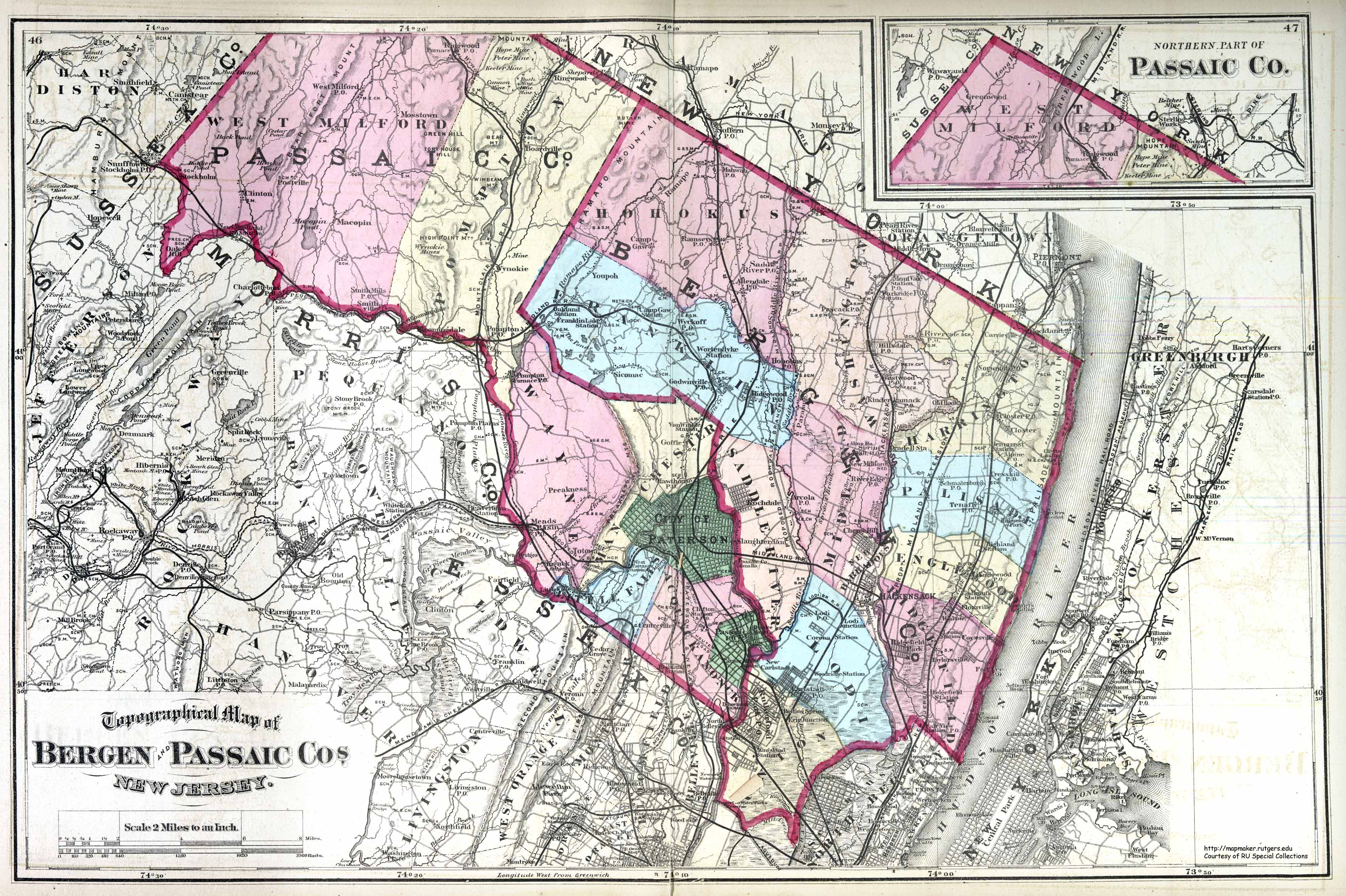
Quận Bergen và quận Passaic, 1872

Quận Passaic là một quận trong tiểu bang New Jersey, Hoa Kỳ. Quận lỵ đóng ở thành phố Paterson 6. Theo điều tra dân số năm 2000 của Cục điều tra dân số Hoa Kỳ, quận có dân số người 2. Năm 2007, ước tính dân số quận này là 489.049 người 2. Quận này là một phần của vùng đô thị New York. Quận Passaic được lập ngày 7/2/1837 từ một phần của Bergen County và Essex County.

## Địa lý
Theo Cục điều tra dân số Hoa Kỳ, quận này có diện tích 510 ki-lô-mét vuông, trong đó có 30 km2 là diện tích đất, km2 là diện tích mặt nước.